# Bacilly
 Bacilly  es una población y comuna francesa, en la región de Baja Normandía, departamento de Mancha, en el distrito de Avranches y cantón de Sartilly.

## Demografía
| 821 | 781 | 691 | 673 | 644 | 670 |
| Para los censos de 1962 a 1999 la población legal corresponde a la población sin duplicidades (Fuente: INSEE [Consultar]) |     |     |     |     |     |